# .cw
‎.cw‏یک دامنه اینترنتی اختصاص داده شده به کشور کوراسائو است.